# Consejo Nacional para Prevenir la Discriminación
El Consejo Nacional para Prevenir la Discriminación (CONAPRED) es un organismo descentralizado del Gobierno de México que tiene como fin eliminar la discriminación en todo el país, a través de la promoción de políticas y medidas para contribuir al desarrollo cultural y social, y con ello, avanzar en la inclusión social y garantizar el derecho a la igualdad.
Fue creado por la Ley Federal para Prevenir y Eliminar la Discriminación, aprobada el 29 de abril de 2003, y publicada en el Diario Oficial de la Federación (DOF) el 11 de junio del mismo año, la siguiente reforma se publicó el 27 de noviembre de 2007. La última reforma se promulgó el 20 de marzo de 2014 en el Diario Oficial.

## Funciones
Entre sus funciones se encuentra diseñar políticas públicas que combatan la discriminación; promover el uso no sexista del lenguaje e introducir formas de comunicación incluyentes en el ámbito público y privado; promover el derecho a la no discriminación mediante campañas de difusión y divulgación; "Participar en el diseño del Plan Nacional de Desarrollo, en los programas que de él se deriven y en los programas sectoriales, procurando que en su contenido se incorpore la perspectiva del derecho a la no discriminación", entre otras muchas atribuciones, para las cuales requiere la elaboración de investigaciones cualitativas y cuantitativas.
También puede recibir y resolver las quejas por presuntos actos discriminatorios cometidos por particulares o por autoridades federales en el ejercicio de sus funciones. Asimismo desarrollar las de acciones para proteger a todas las personas de toda distinción o exclusión basada en el origen étnico o nacional, sexo, edad, discapacidad, condición social o económica, condiciones de salud, embarazo, lengua, religión, opiniones, preferencias sexuales, estado civil o cualquier otra, que impida o anule el reconocimiento o el ejercicio de los derechos y la igualdad real de oportunidades de las personas.
Esta entidad cuenta con personalidad jurídica y patrimonio propios, y está sectorizada a la Secretaría de Gobernación. Además, goza de autonomía técnica y de gestión, adopta sus decisiones con plena independencia, y no está subordinado a ninguna autoridad para sus resoluciones en los procedimientos de quejas. (Artículo 16 de la Ley Federal para Prevenir y Eliminar la Discriminación).

## Historia
Uno de los principales antecedentes del Consejo fue el trabajo realizado por la Comisión Ciudadana de Estudios contra la Discriminación. Esta comisión se instaló el 27 de marzo de 2001 y estuvo integrada por 160 personas, presidida por Gilberto Rincón Gallardo. La comisión realizó un primer esfuerzo de síntesis y acopio de datos acerca del fenómeno de la discriminación en el país. Además, postuló la formulación de políticas públicas y el dictado de disposiciones para prevenir y eliminar actos que vulneren el derecho a la igualdad en derechos y oportunidades y el imperativo de la justicia. Del trabajo realizado por la Comisión, surgió el anteproyecto de lo que posteriormente se convirtió en la Ley Federal para Prevenir y Eliminar la Discriminación, publicada el 11 de junio de 2003.

## Encuesta Nacional sobre la Discriminación en México ENADIS
La primera Encuesta Nacional sobre Discriminación (ENADIS)  se realizó en 2005 de manera conjunta entre la Secretaría de Desarrollo Social (SEDESOL) y el Conapred, siendo el primer instrumento demoscópico que recabó información de forma sistemática sobre el estado de la discriminación en México. En 2010 se desarrolló la segunda Encuesta Nacional sobre Discriminación en México, junto con el Instituto de Investigaciones Jurídicas de la UNAM. El más reciente de estos instrumentos es la ENADIS 2017, que fue realizada como un proyecto del INEGI y Conapred, en conjunto con la CNDH, la UNAM, y el Conacyt .
La Enadis 2005 fue el primer esfuerzo por dotar de datos y poner en un espejo la realidad de un país que, aún sin asumirlo, ha tenido y mantenido dinámicas en las cuales la desigualdad y la negación de derechos se sirven del silencio y de la invisibilidad. La Enadis 2010 da la posibilidad de conocer lo que opinan quienes sufren las consecuencias directas de la discriminación y que han permanecido invisibles ante las autoridades y la sociedad. Asimismo recoge la percepción sobre la discriminación en todo el país, explora las opiniones de las personas en su doble papel de discriminadas o discriminadoras y ofrece una visión amplia acerca de las percepciones sobre el tema entre la población en general y desde distintos grupos sociales.
La Enadis a decir del académico Jesús Rodríguez Zepeda: " ha tenido el indiscutible mérito de identificar, desde la voz tanto de los sujetos discriminadores como de los discriminados, un sistema de relaciones de dominio que, basado en prejuicios y procesos de estigmatización, genera una desventaja sistemática para grupos humanos completos como las mujeres, los indígenas, las personas con discapacidad, las minorías sexo-genéricas, los grupos etarios, etcétera".

## Sitio con Accesibilidad Web del Consejo y APPs, para personas con discapacidad
El 22 de febrero de 2011 se puso en operación el Sitio con Accesibilidad Web del Consejo para personas con discapacidad, primero en su tipo dentro de la Administración Pública Federal mexicana. Este sitio está regido por los estándares internacionales de accesibilidad implementados por la Organización World Wide Web Consortium (W3C), acorde a los lineamientos contenidos en la Iniciativa para la Accesibilidad Web (WAI), y cumple con 14 pautas que marcan que se debe proporcionar mecanismos claros de navegación, contar con documentos claros y que se garantice que la persona usuaria tenga el control y pueda acceder a toda la información sin ninguna restricción a causa de algunos tipos de discapacidad visual, auditiva, motriz e intelectual, así como a la población en general, ya que un sitio accesible es más usable e intuitivo. El desarrollador del proyecto, Arturo Vaillard de la Consultoría Marnic, en cumplimiento de la directriz del Consejo ubicó al Sitio Web en el estándar más alto: prioridad AAA, versión 2.0. Como resultado de esta acción, se generó una iniciativa conjunta entre el Consejo, el Instituto Federal de Acceso a la Información y Protección de Datos (IFAI) y el Sistema de Internet de Presidencia (SIP) para que los sitios web de la Administración Pública Federal sean accesibles para personas con discapacidad en programación y contenidos, de acuerdo a las pautas W3c-WAI-prioridad AA.
El Conapred APP V.1.0. se generó con la finalidad de ampliar los canales de acceso a la información sobre temas y acciones contra la discriminación en México, disponible para plataformas Apple y Android.

## Centro de Documentación - CEDOC
Biblioteca altamente especializada en discriminación y temas conexos cuyo objetivo es proporcionar servicios de información especializados, para investigadores y público en general interesado en la temática, a partir de la integración de un acervo documental debidamente sistematizado en materia de discriminación y temas conexos, integrado por más de 18 mil volúmenes, entre los que figuran libros, películas, obras de referencia, audiolibros, libros en braille, publicaciones de Conapred, revistas, estudios, folletos, carteles, entre otros.

## Lista de presidentes
| Presidente (a)                  | Periodo                                         |
| ------------------------------- | ----------------------------------------------- |
| Gilberto Rincón Gallardo Meltis | 11 de julio de 2003-30 de agosto de 2008        |
| Perla Bustamante Corona         | 11 de diciembre de 2008-30 de noviembre de 2009 |
| Ricardo Bucio Mújica            | 1 de diciembre de 2009-9 de septiembre de 2015  |
| Alexandra Haas Paciuc           | 17 de noviembre de 2015-19 de noviembre de 2019 |
| Mónica Maccise Duayhe           | 20 de noviembre de 2019-19 de junio de 2020     |
| Claudia Morales Reza            | Desde el 12 de julio de 2022                    |